# Barlavento e sotavento

Barlavento: lado do barco que recebe o vento.
Sotavento: lado do barco que solta o vento.

Barlavento e sotavento são termos de origem náutica que se referem ao lado da embarcação de onde e para onde sopra o vento, respectivamente.

## Náutica
Barlavento é o lado de onde sopra o vento. Quando dois barcos a navegar à vela, em mesmas amuras, ou seja, recebem o vento do mesmo lado, e estão em rota de colisão, o que está por sotavento é o barco de sotavento e tem prioridade de passagem. O outro é o barco de barlavento, e deve ceder passagem. (RIEAM: Regulamento Internacional para Evitar Abalroamentos no Mar, regra 12)
Sotavento é o lado oposto ao lado do qual sopra o vento.  Quando se veleja com o vento entrando pela valuma ou em popa rasa, o lado de sotavento é o lado em que está sua vela grande.

## Meteorologia
Também encontramos esses termos em relação à influência do relevo sobre o clima. Por exemplo: uma montanha é uma barreira para o deslocamento das massas de ar que carregam a umidade. O ar que vai em direção à montanha (portanto a barlavento da mesma) é forçado a subir e condensa, devido à redução adiabática da temperatura, podendo causar chuva. Após passar as montanhas, já desprovido de umidade, o ar desce e aquece adiabaticamente. Portanto, costumamos encontrar florestas ou poças a barlavento e áreas mais áridas, até desertos, a sotavento.

## Outros usos
Também se referem às construções quando se estuda o comportamento das estruturas sob a ação do vento, por exemplo nos edifícios, as fachadas a barlavento e as fachadas a sotavento.
A expressão também é usada no meio aeronáutico, quando se estuda meteorologia voltada para a aviação, os termos têm aplicações análogas.